# Verseveldtia bucciniforme
Verseveldtia bucciniforme is een zachte koraalsoort uit de familie Alcyoniidae. De koraalsoort komt uit het geslacht Verseveldtia. Verseveldtia bucciniforme werd in 1990 voor het eerst wetenschappelijk beschreven door Williams. 